# Cantone di Selongey
Il Cantone di Selongey era una divisione amministrativa dell'arrondissement di Digione.
A seguito della riforma approvata con decreto del 18 febbraio 2014, che ha avuto attuazione dopo le elezioni dipartimentali del 2015, è stato soppresso.

## Composizione
Comprendeva i comuni di:
- Boussenois
- Chazeuil
- Foncegrive
- Orville
- Sacquenay
- Selongey
- Vernois-lès-Vesvres
- Véronnes